# Строгият от квартал „Акация“
„Строгият от квартал „Акация““ е български игрален филм (драма) от 1979 година на режисьора Никола Любомиров, по сценарий на Кънчо Атанасов. Оператор е Стефан Алтапармаков. Музиката във филма е композирана от Александър Бръзицов.

## Актьорски състав
- Досьо Досев – Старшина Николов
- Татяна Александрова – Дъщерята на старшината
- Иван Йорданов – полковникът
- Димитър Бочев – старшина Кольо
- Бончо Урумов – следователят
- Слави Монев
- Жана Мирчева
- Иван Обретенов
- Божидар Янков
- Кирил Върбанов